# 神戸市職員信用組合
神戸市職員信用組合（こうべししょくいんしんようくみあい）は、兵庫県神戸市中央区に本店を置く信用組合。
1954年10月設立。神戸市職員とその退職者及び市の関連団体などを対象とした職域信用組合である。

## 店舗
店舗は本店のみであり、ATMを本店を含む12か所に設置している。

### 本店
- 兵庫県神戸市中央区御幸通6丁目1-12三宮ビル東館2階

### ATM
- 本店、神戸市役所、東灘区役所、灘区役所、兵庫区役所、北区役所、長田区役所、須磨区役所、垂水区役所、西区役所、中央市民病院、西市民病院